# Sei Nazioni 2021
Il Sei Nazioni 2021 (in inglese 2021 Six Nations Championship; in francese Tournoi des Six Nations 2021; in gallese Pencampwriaeth y Chwe Gwlad 2021) fu la 22ª edizione del torneo annuale di rugby a 15 tra le squadre nazionali di Francia, Galles, Inghilterra, Irlanda, Italia e Scozia, nonché la 127ª in assoluto considerando anche le edizioni dell'Home Nations Championship e del Cinque Nazioni.
Noto per motivi di sponsorizzazione come 2021 Guinness Six Nations Championship a seguito di accordo di partnership commerciale con il birrificio irlandese Guinness, si tenne dal 6 febbraio al 26 marzo 2021.
Il torneo fu vinto dal Galles, alla sua trentanovesima affermazione (a pari merito dell'Inghilterra) giunta peraltro fuori dal terreno di gioco; all'ultima giornata i gallesi avevano terminato le loro partite ed erano in testa a 20 punti contro i 15 della Francia, che a causa dei rinvii dovuti alle norme di contrasto contro la pandemia di COVID-19 era stata costretta a posticipare l'incontro con la Scozia dopo la disputa di tutte le altre gare in calendario; proprio i francesi avevano battuto il Galles infliggendo loro l'unica sconfitta del torneo ma, per poter vincerlo, avrebbero dovuto battere la Scozia allo Stade de France con almeno 4 mete e 21 punti di scarto.
Tuttavia la Scozia non solo riuscì a contenere lo scarto ma, con una meta nel finale, ribaltò il risultato che fino ad allora vedeva la Francia in vantaggio e vinse la partita 27-24, consegnando così il torneo al Galles.
L'Inghilterra, penultima in classifica davanti all'Italia, perse la Calcutta Cup in casa per la prima volta dopo 38 anni; era infatti dal 1983 che la Scozia non si aggiudicava tale prestigioso trofeo con una vittoria a Twickenham.
Statisticamente rilevante è la designazione dell'irlandese Joy Neville a prima donna ad assumere l'incarico di Television Match Official nel Sei Nazioni, in occasione dell'incontro tra Inghilterra e Italia.
Il valore delle marcature, come stabilito da World Rugby nel 2017, è: 5 punti per ciascuna meta (7 se trasformata), 7 punti per la meta tecnica, 3 punti per la realizzazione di ciascun calcio piazzato, idem per il drop.

## Nazionali partecipanti e sedi
| Squadra     | Città             | Impianto interno       |
| ----------- | ----------------- | ---------------------- |
| Francia     | Clermont- Ferrand | Stade Gabriel Montpied |
| Galles      | Cardiff           | Millennium Stadium     |
| Inghilterra | Londra            | Twickenham²            |
| Irlanda     | Dublino           | Aviva Stadium          |
| Italia      | Roma              | Stadio Olimpico        |
| Scozia      | Edimburgo         | Murrayfield            |

## Risultati

### 1ª giornata
| Arbitro: | Matthew Carley |

|                |      |                                                                       |
| Sperandio 64’  | mt   | 5’ Cretin 26’ Fickou 29’ Vincent 48’ Dulin 52’ Dupont 56’, 73’ Thomas |
| P. Garbisi 64’ | tr   | 5’, 26’, 29’, 48’, 52’, 56’ Jalibert                                  |
| P. Garbisi 19’ | c.p. | 10’ Jalibert                                                          |

| Arbitro: | Andrew Brace |

|                  |      |                   |
|                  | mt   | 29’ van der Merwe |
| Farrell 33’, 38’ | c.p. | 6’, 48’ Russell   |

| Arbitro: | Wayne Barnes |

|                           |      |                           |
| North 48’ Rees-Zammit 58’ | mt   | 36’ Beirne                |
| Halfpenny 58’             | tr   | 36’ Sexton                |
| Halfpenny 4’, 18’, 65’    | c.p. | 28’, 35’ Sexton 71’ Burns |

### 2ª giornata
| Arbitro: | Mike Adamson |

|                                                        |      |                     |
| Hill 13’ Watson 26’, 49’ May 40+1’ Willis 60’ Daly 67’ | mt   | 2’ Ioane 65’ Allan  |
| Farrell 26’, 49’, 60’, 67’                             | tr   | 65’ Allan           |
| Farrell 8’                                             | c.p. | 19’, 43’ P. Garbisi |

| Arbitro: | Matthew Carley |

|                          |      |                                             |
| Graham 18’ Hogg 24’, 64’ | mt   | 37’, 69’ Rees-Zammit 50’ Williams 55’ Jones |
| Russell 18’, 24’, 64’    | tr   | 50’ Sheedy                                  |
| Russell 10’              | c.p. | 7’ Halfpenny                                |

| Arbitro: | Luke Pearce |

|                     |      |                        |
| Kelleher 56’        | mt   | 28’ Ollivon 54’ Penaud |
| Byrne 56’           | tr   | 28’ Jalibert           |
| Burns 20’ Byrne 64’ | c.p. | 38’ Jalibert           |

### 3ª giornata
| Arbitro: | Mathieu Raynal |

|                  |      |                                                                   |
| Meyer 40+2’      | mt   | 11’ Ringrose 31’ Keenan 35’, 66’ W. Connors 43’ Stander 80’ Earls |
| P. Garbisi 40+2’ | tr   | 11’, 31’, 35’, 43’, 66’, 80’ Sexton                               |
| P. Garbisi 3’    | c.p. | 5’, 17’ Sexton                                                    |

| Arbitro: | Pascal Gaüzère |

|                                           |      |                              |
| Adams 15’ Williams 29’ Hardy 48’ Hill 79’ | mt   | 35’ Watson 61’ Youngs        |
| Biggar 15’, 29’ Sheedy 48’, 79’           | tr   | 61’ Farrell                  |
| Biggar 5’ Sheedy 66’, 69’, 74’            | c.p. | 11’, 19’, 40+4’, 52’ Farrell |

| Arbitro: | Wayne Barnes |

|                                  |      |                                     |
| Dulin 35’ Penaud 46’ Rebbadj 65’ | mt   | 14’, 80+4’ van der Merwe 60’ Cherry |
| Ntamack 35’                      | tr   | 14’, 60’ Russell 80+4’ Hastings     |
| Ntamack 8’, 27’                  | c.p. | 18’, 52’ Russell                    |

### 4ª giornata
| Arbitro: | Wayne Barnes |

|                |      |                                                                          |
| Ioane 50’      | mt   | 7’ Adams 13’ Faletau 20’, 29’ Owens 42’ North 59’ Sheedy 63’ Rees-Zammit |
| P. Garbisi 50’ | tr   | 7’, 20’, 42’ Biggar 59’, 63’ Sheedy                                      |
|                | c.p. | 3’ Biggar                                                                |

| Arbitro: | Andrew Brace |

|                           |      |                      |
| Watson 9’ Itoje 76’       | mt   | 1’ Dupont 31’ Penaud |
| Ford 9’ Farrell 76’       | tr   | 1’, 31’ Jalibert     |
| Ford 14’, 19’ Farrell 53’ | c.p. | 30’, 49’ Jalibert    |

| Arbitro: | Romain Poite |

|                                  |      |                                 |
| Russell 27’ Jones 59’ Watson 73’ | mt   | 7’ Henshaw 48’ Beirne           |
| Russell 27’ Hogg 59’, 73’        | tr   | 48’ Sexton                      |
| Russell 11’                      | c.p. | 3’, 34’, 40+1’, 54’, 76’ Sexton |

### 5ª giornata
| Arbitro: | Pascal Gaüzère |

|                                                                                    |      |                |
| Cherry 10’, 44’ D. v.d. Merwe 13’, 70’ Graham 20’ Jones 27’ Steele 52’ Jonhson 65’ | mt   | 6’ Bigi        |
| Hogg 13’, 27’, 44’, 52’, 65’, 70’                                                  | tr   | 6’ P. Garbisi  |
|                                                                                    | c.p. | 16’ P. Garbisi |

| Arbitro: | Mathieu Raynal |

|                                     |      |                    |
| Earls 22’ Conan 35’                 | mt   | 63’ Youngs 77’ May |
| Sexton 22’, 35’                     | tr   | 77’ Daly           |
| Sexton 17’, 29’, 50’, 61’, 68’, 73’ | c.p. | 9’, 26’ Farrell    |

| Arbitro: | Luke Pearce |

|                                                  |      |                                 |
| Taofifénua 5’ Dupont 13’ Ollivon 76’ Dulin 80+2’ | mt   | 11’ Biggar 18’ Navidi 49’ Adams |
| Jalibert 5’, 11’ Ntamack 76’                     | tr   | 11’, 18’, 49’ Biggar            |
| Ntamack 33’, 53’                                 | c.p. | 24’, 46’, 58’ Biggar            |

## Classifica
| Pos | Squadra     | G | V | N | P | PF  | PS  | DP   | BMP | Pt |
| --- | ----------- | - | - | - | - | --- | --- | ---- | --- | -- |
| 1   | Galles      | 5 | 4 | 0 | 1 | 164 | 103 | +61  | 4   | 20 |
| 2   | Francia     | 5 | 3 | 0 | 2 | 140 | 103 | +37  | 4   | 16 |
| 3   | Irlanda     | 5 | 3 | 0 | 2 | 136 | 88  | +48  | 3   | 15 |
| 4   | Scozia      | 5 | 3 | 0 | 2 | 138 | 91  | +47  | 3   | 15 |
| 5   | Inghilterra | 5 | 2 | 0 | 3 | 112 | 121 | −9   | 2   | 10 |
| 6   | Italia      | 5 | 0 | 0 | 5 | 55  | 239 | −184 | 0   | 0  |